# Paolo Quinteros

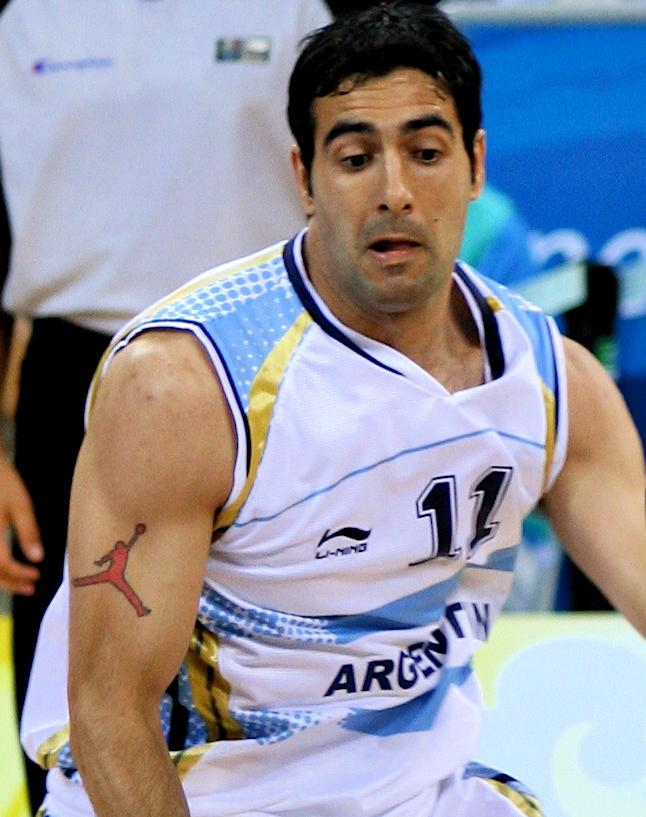
Paolo Quinteros.

Paolo Quinteroa (15 de Janeiro de 1979) é um basquetebolista argentino.